# ストルガツキー兄弟
ストルガツキー兄弟（Бра́тья Струга́цкие）は、ソビエト時代のロシアのSF作家兄弟。兄アルカジイ（アーカディ）（1925年8月28日 - 1991年10月12日）と、弟ボリス（1933年4月14日 - 2012年11月19日）の兄弟で共作。

## 概要
ロシアでは「アルカジイ&ボリス・ストルガツキー」の頭文字 "ABS" から "Абээ́сы"（アベエスィ、アビーシイ）とも呼ばれる。ロシアで最も有名なSF作家であり、ファンも多い。初期の作品にはイワン・エフレーモフの影響が見られる。最も有名な作品 Пикник на обочине は英訳版が Roadside Picnic の題名で1977年に出版され、『ストーカー』と題してアンドレイ・タルコフスキーが映画化した。
全体主義社会の元で育った彼らの作品には、反体制的な風刺に満ちあふれた作品が多く、ロシア国内で発禁処分となった作品も少なくない。ペレストロイカ後も情熱的な活動を続けた。

## アルカジイ
兄アルカジイは1925年、バトゥミで生まれた。父は芸術評論家、母は教師だった。一家は後にレニングラードに引っ越している。レニングラード包囲戦のさなか、アルカジイと父は包囲された街から脱出したが、父はヴォログダに到着する前に亡くなり、アルカジイだけが生き残った。後にソ連軍に徴兵され、アクトベの砲術学校で訓練を受け、さらにモスクワの外国語研究所で学び、1949年には英語と日本語の通訳となった。その後、軍で教師兼通訳として1955年まで勤務。そのため日本語に精通し、日本文学研究者になった。彼のデビュー作は第五福竜丸事件を題材にした『ビキニの涙』である。また、アルカジイは安部公房の「第四間氷期」のロシア語訳を行なっている。
1955年から編集者および作家として働き始めた。1958年、弟ボリスと共作するようになり、その関係は1991年にアルカジイが死去するまで続いた。

## ボリス
弟ボリスは1933年に生まれた。レニングラード包囲戦の際には母と共にレニングラードに残った。1950年に高校を卒業し、レニングラード国立大学の物理学科を志望したが、ユダヤ人の学生数が学科ごとに制限されていたため、天文学科に進学。1955年に大学を卒業すると天文学者兼コンピュータ技術者として1966年まで働き、その後専業作家になった。サンクトペテルブルク在住。
2012年11月19日、心臓病のために死去。79歳没。

## 作品リスト
いくつかの作品はNoon Universeと呼ばれる未来史を形成している。
- 『ラドガ壊滅』 Далёкая Радуга(1963)
- 『神様はつらい』Трудно быть богом(1964)
- 『月曜日は土曜日に始まる　若い科学者のための物語』 Понедельник начинается в субботу(1965)
- 『そろそろ登れカタツムリ』 Улитка на склоне(1965)
- 『みにくい白鳥』 Время дождя(1967)
- 『トロイカ物語』Сказка о Тройке(1968)
- 『収容所惑星』[5] Обитаемый остров(1969)
- 『幽霊殺人』Отель «У Погибшего Альпиниста»(1970)
- 『ストーカー』Пикник на обочине (路傍のピクニック[6])(1972)
- 『願望機』МАШИНА ЖЕЛАНИЙ/ (映画『ストーカー』シナリオ。併録「スプーン五杯の霊薬」)
- 『地獄から来た青年』 Парень из преисподней(1974)
- 『滅びの都』 Град обреченный(1975)
- 『世界終末十億年前――異常な状況で発見された手記』За миллиард лет до конца света(1977)
- 『蟻塚の中のかぶと虫』Жук в муравейнике(1980)
- 『モスクワ妄想倶楽部』 Хромая судьба(1986)
- 『波が風を消す』 Волны гасят ветер(1986)

## 映像化作品
ストルガツキー兄弟の作品はいくつも映画化・舞台化・漫画化・ゲーム化されている。アンドレイ・タルコフスキーの『ストーカー』のように原作から大分かけ離れたものもあり、原作とは別にストルガツキー兄弟が脚本を新たに書いたものもある。
| 邦題                                  | 原題                        | 製作年        | 製作国         | 監督                             | 備考                           |
| ------------------------------------- | --------------------------- | ------------- | -------------- | -------------------------------- | ------------------------------ |
| ストーカー                            | Сталкер                     | 1979年        | ソ連           | アンドレイ・タルコフスキー       | 原作『ストーカー』             |
| N/A                                   | "Hukkunud Alpinisti" hotell | 1979年        | エストニア     | Grigori Kromanov                 | 原作『幽霊殺人』               |
| N/A                                   | Чародеи                     | 1982年        | ソ連           | Konstantin Bromberg              | 原作『月曜日は土曜日に始まる』 |
| 死者からの手紙                        | Письма мёртвого человека    | 1986年        | ソ連           | コンスタンチン・ロプチャンスキー | ボリスのみ脚本に参加           |
| 日陽はしづかに発酵し…                 | Дни затмения                | 1988年        | ソ連           | アレクサンドル・ソクーロフ       | 原作『世界終末十億年前』       |
| 惑星アルカナル 〜宇宙からの使者〜     | Трудно быть богом           | 1989年        | ソ連＝西ドイツ | ペーター・フライシュマン         | 原作『神様はつらい』           |
| N/A                                   | Nesmluvená setkání          | 1995年        | チェコ         | Irena Pavlásková                 | テレビ映画 原作 Малыш          |
| N/A                                   | Гадкие лебеди               | 2006年        | ロシア         | コンスタンチン・ロプチャンスキー | 原作『みにくい白鳥』           |
| プリズナー・オブ・パワー 囚われの惑星 | Обитаемый остров            | 2008年/2009年 | ロシア         | フョードル・ボンダルチュク       | 原作『収容所惑星』             |
| 神々のたそがれ                        | Трудно быть богом           | 2013年        | ロシア         | アレクセイ・ゲルマン             | 原作『神様はつらい』           |

## エピソード
- 大江健三郎は彼らの作品を愛読している。1989年、大江が「世界作家会議」に出席するため、モスクワに行った際、兄のアルカジイと対談を行い、その模様は、NHKスペシャル「世界はヒロシマを覚えているか」で放映された。
- ニコライ・チェルヌイフが1977年に発見した小惑星はストルガツキー兄弟に因んで「3054 ストルガツキア」と名付けられた。
- 映画『アバター』の舞台となっている架空の衛星パンドラの描写は、ストルガツキー兄弟の作品（Noon Universe と呼ばれる未来史）と酷似していると指摘されている。しかし、ボリス・ストルガツキーは盗作で訴えることはしないとしている[7]。